# Co.慶応
Co.慶応（コーけいおう、1983年4月21日 - ）は、日本のラッパー。お勉強ラッパーYouTuberとしても活動している。千葉県立東葛飾高等学校、慶應義塾大学理工学部卒業。

## 来歴・人物
小学2年生から5年生の間をアメリカ・ペンシルベニア州のフィラデルフィアで過ごす。
18歳のとき、受験が終わって暇だったことから、TBSテレビ系の番組『学校へ行こう!』のオーディションに応募した。2002年、慶應義塾大学理工学部1年生のとき番組内の「B-RAP HIGH SCHOOL」のコーナーに出演、「お勉強ラップ」を披露したことでブレイクした。Co.慶応の芸名は番組ディレクターによる命名で、本名の苗字「高（たか）」とSteady&Co.をかけたもの。テレビ番組の終了とともにテレビ出演も終了。大学卒業後は金融会社に就職。
会社員のかたわらYoutuberとして芸能活動を再開。ワタナベコメディスクールを26期生として卒業する。2018年5月に10年間勤めていた金融会社を退職。歌ネタ王決定戦2018にて準決勝に残る。
2019年1月、ZOZOTOWNの前澤友作社長がTwitterで実施したお年玉企画に当選し100万円を獲得した。Co.慶応はツイッターで「100万もらえたら全額『中学教科書のラップ化』費用に充てる」とツイートしており、資料や機材の購入に充てるという。ワタナベエンターテインメントに所属していたが、2019年3月に退所。
2019年4月30日、「B-RAP HIGH SCHOOL」に出演していたメンバーが集まり、東京・阿佐ヶ谷ロフトAでライブが開催された。
2019年からは「稼ぎ隊がゲトる金」というチャンネルでCo.隊長としても活動中。

## 出演

### テレビ番組
- 学校へ行こう!内のコーナー「B-RAP HIGH SCHOOL」（TBSテレビ）